# Terra del Sole

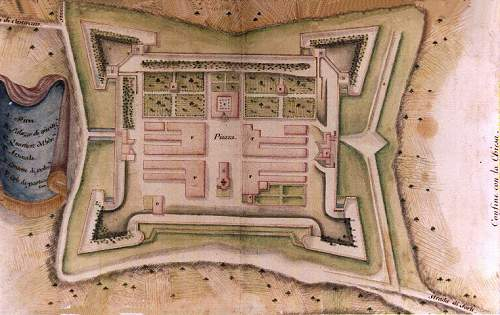
Plano de la nueva ciudad de Terra del Sole, por Baldassarre Lanci.

Terra del Sole (en español, Tierra del Sol) es una ciudad edificada en 1564 para Cosme I de Médici por Baldassarre Lanci de Urbino. Está situada en la provincia de Forli-Cesena, región Emilia-Romagna en Italia, y fue la primera ciudad fortificada construida enteramente a partir de un sistema planificado de grilla, materializando la "ciudad ideal" del período renacentista.
Diseñada con planta rectangular, tiene una muralla cuadrada con un bastión en cada esquina. No era una ciudad residencial, sino una fuerte defensa para desafiar cualquier ataque que pudiera intentarse mediante las nuevas armas de fuego.
Sus murallas, de 12,36 metros de altura alcanzan hasta 9 metros de espesor en algunos lugares, y rodean una disposición simétrica separada por calles, totalizando un perímetro de 2.087 metros.
Dos pequeños castillos en la muralla constituyen las plazas fuertes del capitán de la artillería y del gobernador de la ciudad. Los cuatro distritos llevan los nombres de Santa María, Santa Reparata, Sant'Andrea y San Martino.
La plaza central , denominada "Plaza de armas" está rodeada por los principales edificios públicos: la Iglesia de Santa Reparata, el Palazzo del Provveditore , el Palazzo de la Cancillería, otros edificios civiles, y el Palazzo Pretorio, en el que actualmente funciona el Museo del Hombre y el Ambiente. 
La ciudad posee una población de 6.096 habitantes, y aunque unos pocos grupos de casas han excedido los límites de la muralla, todavía resulta evidente el estilo de la ciudad tal como la concibió su fundador. 